# Atari Teenage Riot
Atari Teenage Riot (vaak afgekort tot ATR) is een Duitse digitalhardcoreband gesticht in Berlijn in 1992.

## Geschiedenis

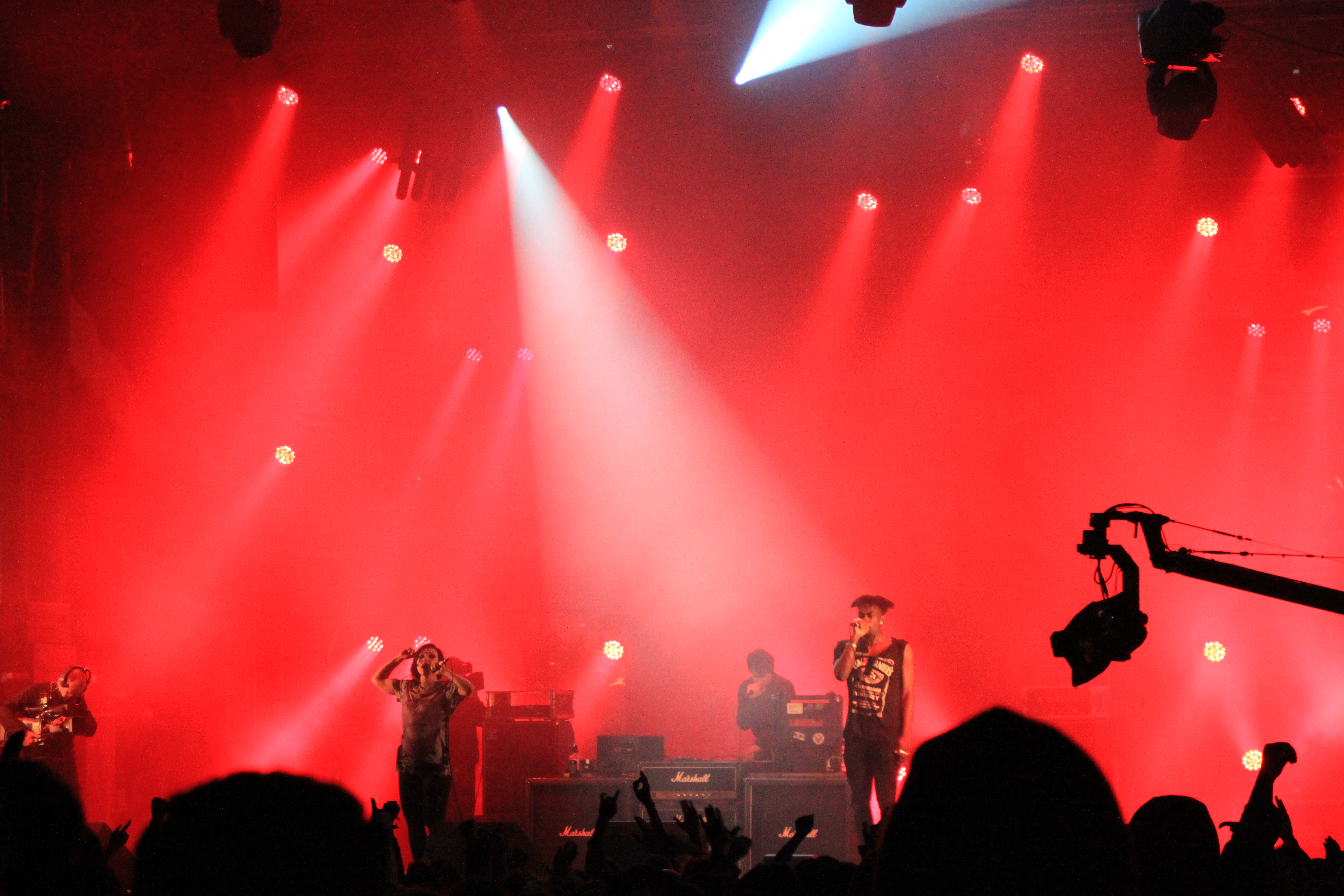
A.T.R., Hellfest 2013

De muziek van Atari Teenage Riot was een sterk linkse reactie op de neonazistische techno die toen erg populair was in Berlijn. Ze creëerden een eigen geluid waarin ze techno met punkstemmen mengden, dat ze digital hardcore doopten. Stichter Alec Empire gebruikte deze term ook als naam voor zijn latere platenlabel.
In de beginjaren telde de groep drie leden, Alec Empire, Hanin Elias en MC Carl Crack. In 1997 kwam Nic Endo als nieuw lid bij de band. Met Endo, een noise-artiest, werd hun geluid een stuk ruwer. Hun liveshows werden gekenmerkt door aanhoudend geweld. In 1999 werden alle leden gearresteerd op een anti-NAVO-betoging, de klacht tegen hen werd later echter ingetrokken.
In 2000 viel de band uit elkaar. MC Carl Crack overleed in 2001, de overige leden startten een solocarrière. In januari 2010 werd aangekondigd dat de overblijvende bandleden een reünie zouden houden om een aantal liveshows te spelen.

## Discografie

### Albums
- Destroy 2000 years of culture (DHR 1992)
- Delete Yourself! (originally titled 1995) (DHR 1995)
- The Future of War (DHR 1996)
- Burn, Berlin, Burn! (Grand Royal 1997)
- Live in Philadelphia - Dec. 1997 (DHR 1998)
- 60 Second Wipeout (DHR 1999)
- Live at Brixton Academy (Atari Teenage Riot album)|Live at Brixton Academy (DHR 1999)
- Redefine the Enemy - Rarities and B-Side Compilation 1992-1999 (DHR 2002)
- Atari Teenage Riot: 1992-2000 (DHR 2006)
- Is this Hyperreal? (DHR 2011)
- "Reset" (2015)

### Singles/ep's
- "ATR" ("Atari Teenage Riot") (Phonogram 1993)
- "Kids Are United" (Phonogram 1993)
- "Raver Bashing" (split with "Together for Never" by Alec Empire) (Riot Beats 1994)
- "Speed"/"Midijunkies" (DHR 1996)
- "Deutschland Has Gotta Die!" (Grand Royal 1996)
- "Not Your Business" (Grand Royal 1996)
- "Destroy 2000 Years of Culture" (Interdord 1997)
- "Paranoid" (split with "Free Satpal Ram" by Asian Dub Foundation) (Damaged Goods 1997)
- "Sick to Death" (DHR 1997)
- "Atari Teenage Riot II" (DHR 1999)
- "Revolution Action!" (DHR 1999)
- "Too Dead for Me" (DHR 1999)
- "Rage" (DHR 2000)